# Колишня військова техніка і зброя України
Перелік військової техніки і зброї, яка перебувала на озброєнні державних силових структур України.
У період з 1994 по 2013 рік було продано не менше 4 ОТРК 9К72 «Ельбрус», 1379 танків, 863 бойових броньованих машин, 518 ПЗРК, 12 самохідних ЗРК, 41 РСЗВ (включаючи 12 9К58 «Смерч») і 292 артилерійських систем калібру 100-мм і більше, що раніше перебували на озброєнні Сухопутних військ України. На думку експертів ЦДАКР (Центру досліджень армії, конверсії та роззброєння) дані Стокгольмського міжнародного інституту дослідження миру (SIPRI) щодо обсягів експорту Україною основних видів озброєнь занижені.
| Експорт військової техніки з озброєння України в 1994—2013 роках | Експорт військової техніки з озброєння України в 1994—2013 роках | Експорт військової техніки з озброєння України в 1994—2013 роках | Експорт військової техніки з озброєння України в 1994—2013 роках | Експорт військової техніки з озброєння України в 1994—2013 роках | Експорт військової техніки з озброєння України в 1994—2013 роках | Експорт військової техніки з озброєння України в 1994—2013 роках | Експорт військової техніки з озброєння України в 1994—2013 роках | Експорт військової техніки з озброєння України в 1994—2013 роках | Експорт військової техніки з озброєння України в 1994—2013 роках | Експорт військової техніки з озброєння України в 1994—2013 роках | Експорт військової техніки з озброєння України в 1994—2013 роках | Експорт військової техніки з озброєння України в 1994—2013 роках | Експорт військової техніки з озброєння України в 1994—2013 роках | Експорт військової техніки з озброєння України в 1994—2013 роках | Експорт військової техніки з озброєння України в 1994—2013 роках | Експорт військової техніки з озброєння України в 1994—2013 роках | Експорт військової техніки з озброєння України в 1994—2013 роках | Експорт військової техніки з озброєння України в 1994—2013 роках | Експорт військової техніки з озброєння України в 1994—2013 роках | Експорт військової техніки з озброєння України в 1994—2013 роках | Експорт військової техніки з озброєння України в 1994—2013 роках |
|                                                                  | 1994                                                             | 1995                                                             | 1996                                                             | 1997                                                             | 1998                                                             | 1999                                                             | 2000                                                             | 2001                                                             | 2002                                                             | 2003                                                             | 2004                                                             | 2005                                                             | 2006                                                             | 2007                                                             | 2008                                                             | 2009                                                             | 2010                                                             | 2011                                                             | 2012                                                             | 2013                                                             | Всього, шт                                                       |
| ---------------------------------------------------------------- | ---------------------------------------------------------------- | ---------------------------------------------------------------- | ---------------------------------------------------------------- | ---------------------------------------------------------------- | ---------------------------------------------------------------- | ---------------------------------------------------------------- | ---------------------------------------------------------------- | ---------------------------------------------------------------- | ---------------------------------------------------------------- | ---------------------------------------------------------------- | ---------------------------------------------------------------- | ---------------------------------------------------------------- | ---------------------------------------------------------------- | ---------------------------------------------------------------- | ---------------------------------------------------------------- | ---------------------------------------------------------------- | ---------------------------------------------------------------- | ---------------------------------------------------------------- | ---------------------------------------------------------------- | ---------------------------------------------------------------- | ---------------------------------------------------------------- |
| 9К72                                                             |                                                                  |                                                                  |                                                                  |                                                                  |                                                                  |                                                                  |                                                                  |                                                                  |                                                                  |                                                                  |                                                                  | 4                                                                |                                                                  |                                                                  |                                                                  |                                                                  |                                                                  |                                                                  |                                                                  |                                                                  | 4                                                                |
| Т-55                                                             | 150                                                              | 60                                                               |                                                                  |                                                                  | 62                                                               |                                                                  |                                                                  |                                                                  |                                                                  |                                                                  |                                                                  |                                                                  | 20                                                               |                                                                  |                                                                  |                                                                  | 85                                                               |                                                                  | 100                                                              |                                                                  | 477                                                              |
| Т-72                                                             |                                                                  | 2                                                                |                                                                  |                                                                  | 67                                                               |                                                                  |                                                                  | 62                                                               | 14                                                               | 32                                                               | 45                                                               | 111                                                              |                                                                  | 77                                                               |                                                                  |                                                                  | 110                                                              | 72                                                               | 99                                                               | 49                                                               | 740                                                              |
| Т-80УД                                                           |                                                                  |                                                                  |                                                                  | 50                                                               |                                                                  |                                                                  |                                                                  |                                                                  |                                                                  |                                                                  |                                                                  |                                                                  |                                                                  |                                                                  |                                                                  |                                                                  |                                                                  |                                                                  |                                                                  |                                                                  | 50                                                               |
| БМП-1                                                            | 12                                                               |                                                                  |                                                                  |                                                                  |                                                                  |                                                                  |                                                                  |                                                                  |                                                                  |                                                                  |                                                                  | 2                                                                | 20                                                               | 110                                                              | 19                                                               | 42                                                               |                                                                  |                                                                  |                                                                  | 20                                                               | 225                                                              |
| БМП-2                                                            | 4                                                                | 6                                                                | 6                                                                |                                                                  | 66                                                               | 31                                                               |                                                                  | 11                                                               | 1                                                                | 100                                                              | 71                                                               |                                                                  |                                                                  |                                                                  |                                                                  |                                                                  |                                                                  |                                                                  |                                                                  |                                                                  | 296                                                              |
| БТР-50                                                           |                                                                  |                                                                  |                                                                  | 34                                                               |                                                                  |                                                                  |                                                                  |                                                                  |                                                                  |                                                                  |                                                                  |                                                                  |                                                                  |                                                                  |                                                                  |                                                                  |                                                                  |                                                                  |                                                                  |                                                                  | 34                                                               |
| БТР-60ПБ                                                         |                                                                  |                                                                  |                                                                  |                                                                  |                                                                  |                                                                  | 30                                                               |                                                                  |                                                                  |                                                                  |                                                                  |                                                                  |                                                                  |                                                                  |                                                                  |                                                                  |                                                                  |                                                                  | 50                                                               |                                                                  | 80                                                               |
| БТР-70                                                           |                                                                  |                                                                  |                                                                  |                                                                  |                                                                  |                                                                  |                                                                  |                                                                  | 20                                                               |                                                                  |                                                                  |                                                                  |                                                                  |                                                                  | 30                                                               |                                                                  |                                                                  |                                                                  | 9                                                                |                                                                  | 59                                                               |
| БТР-80                                                           |                                                                  |                                                                  |                                                                  |                                                                  |                                                                  |                                                                  |                                                                  | 56                                                               |                                                                  | 11                                                               | 23                                                               |                                                                  | 32                                                               | 18                                                               |                                                                  |                                                                  |                                                                  |                                                                  |                                                                  |                                                                  | 140                                                              |
| БРЕМ-1                                                           |                                                                  |                                                                  |                                                                  |                                                                  |                                                                  |                                                                  |                                                                  |                                                                  |                                                                  |                                                                  |                                                                  |                                                                  | 66                                                               |                                                                  |                                                                  |                                                                  |                                                                  |                                                                  |                                                                  |                                                                  | 66                                                               |
| БРДМ-2                                                           |                                                                  |                                                                  |                                                                  |                                                                  | 4                                                                |                                                                  |                                                                  |                                                                  |                                                                  |                                                                  |                                                                  |                                                                  | 13                                                               |                                                                  |                                                                  |                                                                  |                                                                  |                                                                  |                                                                  |                                                                  | 17                                                               |
| МТ-ЛБ                                                            |                                                                  |                                                                  |                                                                  |                                                                  |                                                                  |                                                                  | 6                                                                |                                                                  |                                                                  |                                                                  |                                                                  |                                                                  |                                                                  | 26                                                               |                                                                  |                                                                  |                                                                  |                                                                  |                                                                  |                                                                  | 32                                                               |
| 9М114                                                            |                                                                  |                                                                  |                                                                  |                                                                  |                                                                  | 40                                                               | 10                                                               |                                                                  |                                                                  |                                                                  |                                                                  |                                                                  |                                                                  |                                                                  |                                                                  |                                                                  |                                                                  |                                                                  |                                                                  |                                                                  | 50                                                               |
| 9М115                                                            |                                                                  |                                                                  |                                                                  |                                                                  |                                                                  | 5                                                                |                                                                  |                                                                  |                                                                  |                                                                  |                                                                  |                                                                  |                                                                  |                                                                  |                                                                  |                                                                  |                                                                  |                                                                  |                                                                  |                                                                  | 5                                                                |
| Стріла-2                                                         |                                                                  |                                                                  |                                                                  |                                                                  |                                                                  | 5                                                                |                                                                  |                                                                  |                                                                  |                                                                  |                                                                  |                                                                  |                                                                  |                                                                  |                                                                  |                                                                  |                                                                  |                                                                  |                                                                  |                                                                  | 5                                                                |
| Стріла-3                                                         |                                                                  |                                                                  |                                                                  |                                                                  |                                                                  | 10                                                               |                                                                  |                                                                  |                                                                  |                                                                  |                                                                  |                                                                  | 33                                                               |                                                                  | 18                                                               |                                                                  |                                                                  |                                                                  |                                                                  |                                                                  | 61                                                               |
| «Оса»                                                            |                                                                  |                                                                  |                                                                  |                                                                  |                                                                  |                                                                  |                                                                  | 2                                                                |                                                                  |                                                                  |                                                                  |                                                                  | 6                                                                |                                                                  |                                                                  |                                                                  |                                                                  |                                                                  |                                                                  |                                                                  | 8                                                                |
| 9М33                                                             |                                                                  |                                                                  |                                                                  |                                                                  |                                                                  |                                                                  |                                                                  | 50                                                               |                                                                  |                                                                  |                                                                  |                                                                  | 48                                                               |                                                                  |                                                                  |                                                                  |                                                                  |                                                                  |                                                                  |                                                                  | 98                                                               |
| Стріла-10                                                        |                                                                  |                                                                  |                                                                  |                                                                  |                                                                  |                                                                  |                                                                  | 4                                                                |                                                                  |                                                                  |                                                                  |                                                                  |                                                                  |                                                                  |                                                                  |                                                                  |                                                                  |                                                                  |                                                                  |                                                                  | 4                                                                |
| «Ігла»                                                           |                                                                  |                                                                  |                                                                  |                                                                  |                                                                  |                                                                  |                                                                  |                                                                  |                                                                  | 29                                                               |                                                                  | 128                                                              | 295                                                              |                                                                  |                                                                  |                                                                  |                                                                  |                                                                  |                                                                  |                                                                  | 452                                                              |
| «Смерч»                                                          |                                                                  |                                                                  |                                                                  |                                                                  |                                                                  |                                                                  |                                                                  |                                                                  |                                                                  |                                                                  | 12                                                               |                                                                  |                                                                  |                                                                  |                                                                  |                                                                  |                                                                  |                                                                  |                                                                  |                                                                  | 12                                                               |
| «Град»                                                           |                                                                  |                                                                  |                                                                  |                                                                  |                                                                  |                                                                  |                                                                  | 6                                                                |                                                                  |                                                                  |                                                                  |                                                                  |                                                                  | 2                                                                | 7                                                                |                                                                  | 16                                                               | 30                                                               |                                                                  |                                                                  | 61                                                               |
| «Нона- C»                                                        |                                                                  |                                                                  |                                                                  |                                                                  |                                                                  |                                                                  | 3                                                                |                                                                  |                                                                  |                                                                  |                                                                  |                                                                  |                                                                  |                                                                  |                                                                  |                                                                  |                                                                  |                                                                  |                                                                  |                                                                  | 3                                                                |
| «Гвоздика»                                                       |                                                                  |                                                                  |                                                                  |                                                                  |                                                                  |                                                                  | 6                                                                |                                                                  |                                                                  |                                                                  |                                                                  |                                                                  |                                                                  |                                                                  | 18                                                               | 29                                                               | 19                                                               | 30                                                               | 11                                                               | 5                                                                | 118                                                              |
| «Акація»                                                         |                                                                  |                                                                  |                                                                  |                                                                  |                                                                  |                                                                  |                                                                  |                                                                  |                                                                  |                                                                  |                                                                  | 6                                                                | 6                                                                |                                                                  |                                                                  | 6                                                                | 22                                                               |                                                                  |                                                                  |                                                                  | 40                                                               |
| «Піон»                                                           |                                                                  |                                                                  |                                                                  |                                                                  |                                                                  |                                                                  |                                                                  |                                                                  |                                                                  |                                                                  |                                                                  |                                                                  |                                                                  | 5                                                                | 3                                                                |                                                                  |                                                                  |                                                                  |                                                                  |                                                                  | 8                                                                |
| Д-30                                                             |                                                                  |                                                                  |                                                                  |                                                                  |                                                                  |                                                                  |                                                                  |                                                                  |                                                                  |                                                                  |                                                                  |                                                                  |                                                                  | 55                                                               |                                                                  |                                                                  | 36                                                               |                                                                  |                                                                  | 5                                                                | 96                                                               |
| Т-12                                                             |                                                                  |                                                                  |                                                                  |                                                                  |                                                                  |                                                                  |                                                                  |                                                                  | 72                                                               |                                                                  |                                                                  |                                                                  |                                                                  |                                                                  |                                                                  |                                                                  |                                                                  |                                                                  |                                                                  |                                                                  | 72                                                               |
| «Гіацинт»                                                        |                                                                  |                                                                  |                                                                  |                                                                  |                                                                  |                                                                  |                                                                  |                                                                  |                                                                  |                                                                  |                                                                  |                                                                  |                                                                  |                                                                  |                                                                  |                                                                  |                                                                  |                                                                  | 6                                                                |                                                                  | 6                                                                |

## Авіація
| Модель                 | Зображення | Виробництво | Тип                                                                   | Модифікація                     | Кількість                       | Статус |
| Літаки                 | Літаки     | Літаки      | Літаки                                                                | Літаки                          | Літаки                          | Літаки |
| ---------------------- | ---------- | ----------- | --------------------------------------------------------------------- | ------------------------------- | ------------------------------- | --- |
| Ту-16                  |            | СРСР        | стратегічний бомбардувальник-ракетоносець                             | КП                              | {\displaystyle {\Big \}}} 71+32 | Утилізовані. 1 од. було залишено як пам'ятник на території авіабази Кульбакине. Морської авіації 29 Ту-16К, 3 Ту-16СПС |
| Ту-22                  |            | СРСР        | стратегічний бомбардувальник-ракетоносець дальній розвідник літак РЕБ | К/КД/КПР/РД/РДК/РКП/ПДУ/УД Р ПП | 2217Невідомо23+3 7 2            | Утилізовані. 1 од. було залишено для музейної експозиції. Морської авіації 7 Ту-22Р, 3 Ту-22У, 2 Ту-22ПП |
| Ту-22М                 |            | СРСР        | стратегічний бомбардувальник-ракетоносець                             | М0М2М3                          | Невідомо17—22+1843—60+20        | Утилізовані. 4 од. залишено для музейної експозиції. Морської авіації 18 Ту-22М2 були на озброєнні 540-го інструкторсько-дослідницького морського ракетоносного авіаційного полку (авіабаза Кульбакіне). Відправлені на бази зберігання у 1994 році. Морської авіації 20 Ту-22М3 |
| Ту-95                  |            | СРСР        | стратегічний бомбардувальник-ракетоносець                             | МСУ                             | {\displaystyle {\Big \}}}23—25  | 19 од. було ліквідовано у 1996—1999, 3 од. передано Росії як сплату газового боргу, 2 од. переобладнано в літаки-розвідники і поставлені на зберігання, і ще 2 од. залишено для музейної експозиції. |
| Ту-134                 |            | СРСР        | пасажирський літак                                                    | Ту-134АК                        |                                 | |
| Ту-134УБЛ              |            | СРСР        | навчально-тренувальний літак                                          | УБЛ УБК                         | 6 1                             | 4 од. було знищено до початку 2006, 2 од. залишено для музейної експозиції. 1 од.Ту-134УБК морської авіації знаходяться на зберіганні на авіабазі Кульбакіне в м. (Миколаєві) |
| Ту-142                 |            | СРСР        | дальній протичовновий літак                                           | ММ3МК                           | {\displaystyle {\Bigg \}}} 8    | Морської авіації до 2007 року було утилізовано 6 Ту-142, що базувались на авіабазі Кульбакіне 33-го Центру бойового застосування та перепідготовки ПС України (м. Миколаїв) і на аеродромі Державного авіаційного науково-випробувального центру ПС України поблизу смт. Кіровське. Один розібраний Ту-142 знаходиться на зберіганні на авіабазі Кульбакіне. Ту-142, як експонат музею, можливо також побачити у Державному музеї авіації України і Луганському авіаційно-технічному музеї. |
| Ту-160                 |            | СРСР        | стратегічний бомбардувальник-ракетоносець                             | —                               | 19                              | 10 од. були утилізовані по програмі Нанна — Лугара, 8 од. передано Росії як сплату газового боргу, 1 од. залишена для музейної експозиції. |
| МіГ-21                 |            | СРСР        | винищувач                                                             | УМ                              | 240                             | Зняті з експлуатації / залишені для музейної експозиції. |
| МіГ-23                 |            | СРСР        | винищувач                                                             | —УБ                             | 80—1401                         | Зняті з експлуатації / залишені для музейної експозиції. Також находяться на зберіганні у Львові на території «ЛДАРЗ» в кількості 20 одиниць. |
| МіГ-25                 |            | СРСР        | винищувач / розвідник                                                 | —                               | 15                              | Зняті з експлуатації / залишені для музейної експозиції. |
| МіГ-27                 |            | СРСР        | винищувач                                                             | —                               | Невідомо                        | Зняті з експлуатації / залишені для музейної експозиції. |
| Су-15                  |            | СРСР        | винищувач-перехоплювач                                                | —                               | 57                              | Зняті з експлуатації / залишені для музейної експозиції. |
| Су-17                  |            | СРСР        | винищувач-бомбардувальник                                             | —                               | 30—41                           | Зняті з експлуатації / залишені для музейної експозиції. |
| Су-25УТГ               |            | СРСР        | навчально-тренувальний літак для пілотів корабельної авіації          | Су-25УТГ                        | 5                               | У 1989 році у 100 КВАП отримані 5 з 15 побудованих Су-25УТГ б/н 60, 61, 62, 63 і 64 (б/н 61 був посажений на БВПП Саки з прибраним шасі, стояло питання щодо ремонту, у результаті був списаний, розібраний на брухт), У 1992-1993 рр б/н 63, 64 були переведені у 299-й КШАП, далі у 1994 році обміняли на російські Су-25УБ зі складу 279-го КВАП. Б/н 60,62 передані на АС Кіровське, у подальшому були продані Україною до КНР (2007 рік) і США через Естонію (2011 рік).               |
| Т-10К (прототип Су-33) |            | СРСР        | палубний винищувач                                                    | Т-10К-3 Т-10К-7                 | 2                               | Україна отримала 2 Т-10К (прототипи Су-33): Т-10К-3 (серійний номер 02-01) знаходився на авіабазі Новофедорівка в Саках, Т-10К-7 (серійний номер 03-02) — на аеродромі Державного авіаційного науково-випробувального центру Збройних Сил України поблизу смт. Кіровське. Один з прототипів був проданий КНР, на основі котрого у подальшому було створено Shenyang J-15.[джерело?] |
| Як-28                  |            | СРСР        | бомбардувальник                                                       | ППУ                             | 305                             | Зняті з експлуатації / залишені для музейної експозиції. |
| Як-38                  |            | СРСР        | винищувач                                                             | —                               | Невідомо                        | Зняті з експлуатації / залишені для музейної експозиції. |
| Ан-2                   |            | СРСР        | багатоцільовий                                                        | —                               | Невідомо                        | Зняті з експлуатації. |
| Ан-12                  |            | СРСР        | транспортник                                                          | —                               | 100+2                           | Зняті з експлуатації. |
| Іл-38                  |            | СРСР        | протичовновий літак                                                   | —                               | 2                               | Зняті з експлуатації. |
| Іл-62                  |            | СРСР        | VIP-транспорт                                                         | —                               | Невідомо                        | Зняті з експлуатації / залишені для музейної експозиції. |
| Іл-78                  |            | СРСР        | літак-дозаправник                                                     | —                               | 18                              | Зняті з експлуатації. |
| Гелікоптери            |            |             |                                                                       |                                 |                                 | |
| Мі-6                   |            | СРСР        | транспортувальний                                                     | —                               | 60                              | Зняті з експлуатації. |
| Мі-26                  |            | СРСР        | транспортувальний                                                     | —                               | 22                              | Зняті з експлуатації. |
| Ка-25                  |            | СРСР        | протичовновий/пошуково-рятувальний гелікоптер                         | —                               | 28                              | Морської авіації на зберіганні. Зняті з озброєння у 1994 році. |
| Мі-8МТЮ                |            | СРСР        | пошуково-рятувальний гелікоптер                                       | Мі-8МТЮ                         | 1                               | Морської авіації. Оснащений БРЛС для виявлення апаратів що занурюються і невеликих надводних об'єктів (людей, уламків). Розроблений у ЦНПО «Ленінець». Збудований у єдиному екземплярі. Проходив випробування у Державному авіаційному науково-випробувальному центрі Збройних Сил України (смт. Кіровське). |
| БпЛА                   |            |             |                                                                       |                                 |                                 | |
| Ту-141                 |            | СРСР        | розвідувальний БпЛА                                                   |                                 |                                 | Переобладнанні в крилаті ракети |
| Ту-143                 |            | СРСР        | розвідувальний БпЛА                                                   |                                 |                                 | Переобладнанні в крилаті ракети |

## Бронетехніка

### Танки
| Танки зняті з озброєння | Танки зняті з озброєння | Танки зняті з озброєння | Танки зняті з озброєння | Танки зняті з озброєння | Танки зняті з озброєння | Танки зняті з озброєння |
| Модель                  | Зображення              | Походження              | Тип                     | Модифікація             | Кількість               | Зауваження |
| ----------------------- | ----------------------- | ----------------------- | ----------------------- | ----------------------- | ----------------------- | --- |
| Т-62                    |                         | СРСР                    | Середній танк           | Т-62 (зразка 1972 року) |                         | На озброєнні були з 1961 року. Перейшли від Збройних Сил СРСР. У 1992 році на озброєнні перебувало 200 Т-62.                           |
| Т-55                    |                         | СРСР                    | Середній танк           | Т-55А Т-55МВ            | 20                      | На озброєнні були з 1958 року. Перейшли від Збройних Сил СРСР. На збереженні. У 1992 році на озброєнні перебувало близько 2700 Т-54/55 |
| ПТ-76                   |                         | СРСР                    | Плаваючий танк          | ПТ-76Б                  |                         | На озброєнні були з 1951 року. Перейшли від Збройних Сил СРСР. У 1992 році на озброєнні перебувало 180 ПТ-76.                          |

## Артилерія

### Реактивні системи залпового вогню
| Модель         | Зображення | Походження | Модифікації   | Калібр | Кількість | Зауваження                                                |
| -------------- | ---------- | ---------- | ------------- | ------ | --------- | --------------------------------------------------------- |
| БМ-30 «Смерч»  |            | СРСР       |               | 300 мм |           | З 2023 року замінені на Вільху-М                          |
| БМ-27 «Ураган» |            | СРСР       |               | 220 мм |           | 2024 року замінені на РСЗВ «Буревій»                      |
| 9К55 «Град-1»  |            | СРСР       | 9К55 «Град-1» | 122 мм |           | Втрачені під час російсько-української війни в 2022 році. |

### Тактичні ракетні комплекси
| Тактичні ракетні комплекси зняті з озброєння | Тактичні ракетні комплекси зняті з озброєння | Тактичні ракетні комплекси зняті з озброєння | Тактичні ракетні комплекси зняті з озброєння                  | Тактичні ракетні комплекси зняті з озброєння | Тактичні ракетні комплекси зняті з озброєння | Тактичні ракетні комплекси зняті з озброєння |
| Модель                                       | Зображення                                   | Походження                                   | Тип                                                           | Модифікація                                  | Кількість                                    | Зауваження |
| -------------------------------------------- | -------------------------------------------- | -------------------------------------------- | ------------------------------------------------------------- | -------------------------------------------- | -------------------------------------------- | --- |
| 9К52 «Луна-М»                                |                                              | СРСР                                         | тактичний ракетний комплекс з некерованою балістичною ракетою |                                              | 50                                           | У 2008 році на зберіганні перебувало щонайменше 111 ракет 9М21 до комплексу 9К52, випущених в 1979—1986 роках. |
| 9К72 «Ельбрус»                               |                                              | СРСР                                         | оперативно-тактичний ракетний комплекс                        |                                              | 132                                          | У 1992 році на озброєнні було 132 СПУ. Знятий з озброєння в 2007 році і переданий на зберігання. У грудні 2009 року Україна отримала контракт на постачання зброї до Іраку в обмін на згоду знищити 54 ОТРК 9К72, що залишилися на той момент. |

## Системи протиповітряної оборони
| Модель      | Зображення | Походження | Тип                                         | Модифікація | Кількість    | Зауваження                                                                   |
| ----------- | ---------- | ---------- | ------------------------------------------- | ----------- | ------------ | ---------------------------------------------------------------------------- |
| 2К11 «Круг» |            | СРСР       | самохідний ЗРК середньої дальності          |             | ~100         | На зберіганні.                                                               |
| 61-К        |            | СРСР       | 37-мм автоматична зенітна гармата           |             | Не менше 102 | Використовувалася з 1940 року. Перейшли від Збройних Сил СРСР. На зберіганні |
| ЗПУ-4       |            | СРСР       | 14.5-мм чотирьохкулеметна зенітна установка |             |              | Замінені на MR-2 Viktor в 2022 році                                          |
| ЗПУ-2       |            | СРСР       | 14.5-мм спарена зенітна кулеметна установка |             |              | Замінені на MR-2 Viktor в 2022 році                                          |
| ЗПУ-1       |            | СРСР       | 14.5-мм зенітна кулеметна установка         |             |              | Замінені на MR-2 Viktor в 2022 році                                          |